# Leucobryum clavatum
Leucobryum clavatum är en bladmossart som beskrevs av Georg Ernst Ludwig Hampe 1878. Leucobryum clavatum ingår i släktet Leucobryum och familjen Dicranaceae. Inga underarter finns listade i Catalogue of Life.